# 吉本超合金
『吉本超合金』（よしもとちょうごうきん）は、一部テレビ東京系列局で放送されていたテレビ大阪・吉本興業共同製作のバラエティ番組。製作局のテレビ大阪では1997年10月1日から2000年7月2日まで放送。

## 概要
FUJIWARAと2丁拳銃の4人が街の様々なスポットへと繰り出し、様々な企画ロケに挑戦していた深夜番組である。
放送第1回から第75回目までは、プレイステーション用のゲームソフトの中から1本を"テーマソフト"として紹介し、そのソフトに因んだ企画を実行するという形式で進行していたが、
番組がリニューアルした1999年度初回放送の第76回目「夜の牛乳ファイト 超合金vsブラック超合金」以降はソフトの紹介を行わなくなった。
ロケはゲスト出演者を交えて行うこともあった。2丁目劇場を経てのbaseよしもと軍団はもちろんのこと、既に全国区に進出済みであった雨上がり決死隊や、福岡時代の博多華丸・大吉もこの番組にゲスト出演したことがある。
この番組の名物は罰ゲームで、「息でけへん祭り」など（罰ゲーム名には「〜祭り」と付くものが多い）これまでどんな番組にも前例の無かったような内容の罰ゲームが番組の構成担当者たちによって考案され、出演者たちを苦しめた。特にFUJIWARAはこれに当たることが多かった。また、たまたまそのロケ現場に居合わせた一般人を出演者たちがいじる「素人イジリ」もこの番組では目立ち、それが行き過ぎてその一般人の逆鱗に触れてしまうこともあった。
ナレーションは当初、FUJIWARAと2丁拳銃の4人が分担して行っていた。しかし、4人のスケジュールの都合から、第76回（1999年4月）の番組リニューアル時に石野桜子をナレーターに抜擢。以後、石野は2002年の『吉本超合金F』終了時まで一貫してナレーターを務めていた。番組内では頻繁に、この5人をモデルにした原田専門家デザインのキャラクターがマスコットとして登場していた（藤本敏史：怪獣、原西孝幸：ヒーロー、小堀裕之：ゴキブリ、川谷修士：鳥、石野：桜の花）。
2000年4月以降のオープニングの自己紹介時に出ていた階段は、通天閣の麓にあるフェスティバルゲートとスパワールドの大階段で収録したものである。
番組は概ね2か月から3か月に1回のペースで総集編を放送していた。出演者たちが宴会をしながら、スタジオで裏話をしながら、料理の食材を黒門市場で購入し、藤本宅で料理をするといったミニ企画と同時に放送することが多かった。
番組はその後、2丁拳銃が東京進出のために番組を去ることが決まったため、2000年7月2日放送分をもって同タイトルでの放送を終了。その翌週からは『吉本超合金F』と題して放送された。最終回では、MOTHERHALLで開催した「超合金ライブ2000」の模様を放送した。
番組終了後の2003年に、本番組を収録したDVDとビデオカセットが5000セット限定で発売された。また、2004年から2005年まではスカイパーフェクTV!その他で放送のヨシモトファンダンゴTVで再放送されていた。
この番組をきっかけに2丁拳銃は東京進出の足がかりを作り、天然素材の解散後に人気が低迷していたFUJIWARA、バッファロー吾郎が再評価され、その後の活躍の基盤を作ることになった。ケンドーコバヤシや中川家、サバンナなど、この番組から全国区の人気を掴んだ芸人も多い。西田哲也、ハスミマサオ、上地茂晴といった、東京や大阪で活躍する人気放送作家もこの番組の出身である。
2014年3月にDVDが発売、その後10月にも『超合金F』時代のものも含めたDVDが発売されそれに伴いDVDの内容を紹介するミニ番組「吉本超合金DVD オススメ」が放送されている。

## 出演者

### レギュラー
- FUJIWARA：藤本敏史、原西孝幸
- 2丁拳銃：小堀裕之、川谷修士
- ナレーション担当：石野桜子（放送第67回から）

番組でのFUJIWARA、2丁拳銃のテロップは白縁に青色。また、イメージカラーは小堀が黄色、修士が青色、藤本が赤色、原西が緑色である。

### ゲスト
- バッファロー吾郎
- ビリジアン（小籔千豊が所属していたコンビ）
- チュパチャップス
- メッセンジャー
- たむらけんじ - 1999年まではLaLaLaとしてコンビで出演。
- 陣内智則
- 原西尚子（FUJIWARA原西の母親）
- 藤本勝子（FUJIWARA藤本の母親）
- 次長課長
- モストデンジャラスコンビ（ケンドーコバヤシが所属していたコンビ）
- サバンナ
- スキヤキ
- ランディーズ
- 海原やすよ・ともこ
- 吉本峰之（当時ストリーク）
- 諸岡立身（満）
- 雨上がり決死隊
- 鈴木つかさ（当時シンドバット）
- 礼二（中川家）
- 山口智充（DonDokoDon）
- 羽田昇平（ショウショウ）
- 原田専門家
- オール巨人（オール阪神・巨人）
- シャンプーハット
- 岩尾望（フットボールアワー）
- 後藤秀樹（シェイクダウン）
- 冨好真（当時ちゃらんぽらん）
- 島津江英樹（当時ギャオス）
- ハリガネロック
- つんく（シャ乱Q）
- 野性爆弾
- 松本康太（レギュラー)
- サウンドコピー
- 烏川耕一

バッファロー吾郎とケンドーコバヤシは、最初期から『吉本超合金F』の末期まで準レギュラーに近い扱いで数多くの回に出演。

## 主な企画
カラフル超合金
元々は初期に行われていた数分程度の1コーナーが独立。レギュラー2組に加え、ゲスト2組を入れた合計8人が8色の全身タイツ（赤色、水色、黄色、緑色、白色、黒色、黄緑色、茶色、桃色、肌色、の内の8色)に身を包み、超合金ゲームやダジャレ大会、だるまさんが転んだ、コンバットゲーム、トランポリン、しりとり歌合戦、ものまね合戦などで遊ぶだけの企画。ゲームに勝ったり、ダジャレ大会で面白いダジャレを言っても特に賞品は無い。基本的にカメラ1台のみを固定状態にして撮影される。
超合金牛乳ファイト
小学生時代、給食の牛乳を飲んでいる人を笑わせて牛乳を噴かせる遊びを超合金流にアレンジしたもの。黒の全身タイツ姿の4人が街に出て一般人と対戦。一般人が瓶入り牛乳を飲む間にお題に基づいたギャグを行い牛乳を飲みきる前に噴かせる事が出来たら勝ち。全部飲み干されると負けとなる。
初期にはお題は抽選で決定。「ものまね」「面白ダンス」「おかしくなれ」「ダジャレ」「奇声」「1人コント」「一発ギャグ」などがあった。負けると罰ゲームとして第1回ではスタンガン攻撃。第2回ではアクリルボックスに顔を入れ、その中を風船で膨らませて爆破させていた。噴水の中でギャグを披露したが負けてしまった藤本がずぶ濡れ状態でスタンガンを喰らい、立ちくらみを起こすハプニングがあったため、超合金においてスタンガンは封印となる。
中期以降はチーム戦による対戦形式となる。前半は1対1で一般人と対戦し、笑わせたら1ポイント。後半は一般人2 - 4人を相手に行い笑わせた分だけポイントを加算という形をとっていた。カラフル超合金のワンコーナーとしても行われていた。
超合金自腹夢競馬
出演者・スタッフ全員から大量の軍資金を募り、競馬に挑戦する企画。毎回およそ50万円から80万円ほどのお金を元手にしていた。
1回目の姫路競馬場では大当たりの連発で20万円以上の大勝ちを達成。「バラエティ番組の競馬企画は当たらない」というジンクスを打ち破った。
2回目では姫路競馬場の勝ち分も全てつぎ込んで名古屋競馬場でロケ。しかし、まったく馬券が当たらずに70万円以上の負け。
3回目の姫路競馬場からは4人でクジを引き、当たりくじを引いた人が予想し、全責任を負う。外れた場合は罰ゲームを受けるルールに。ここで当たりくじを引きまくった原西が大ハズレを連発。小堀が盛り返すも最終レースの全額投資で50万円は紙くずと散った。4回目以降は住之江競艇場へ舞台を移し、「自腹夢競艇」としてリニューアル。
出資者紹介のコーナーでスタッフや出演者の収入やプライベートが露わになっており、視聴者の興味を引いた。放送作家のハスミマサオや上地茂晴は、駆け出しの時には出資額が500円や1000円と少なすぎてメンバーにイジられていた。しかし、後期になってハスミも上地も共に売れっ子作家になると出資額は数万円単位に増え、「出世したな〜」と言われていた。2丁拳銃は1回目の際、漫才コンクールの賞金10万円を全額出資させられた。FUJIWARAは芸人としては収入が少なくて恥ずかしいという理由で月収は公にしなかった。様々な難癖をつけてFUJIWARAは2丁拳銃よりもお金を出さず、そのやりとりも見物だった。名作罰ゲーム「またみこし」はこの企画から生まれている。
超合金秘密指令
カセットテープから流れる謎の男の指令を4人が遂行する企画。藤本に課せられた「街行く人にハナクソをつけろ」はこの企画の見せ場であった。「行き倒れのふりをして、店の人におごってもらえ」という指令では小堀がドッキリにはめられ、店員役の俳優に包丁を突きつけられて脅されていた。「超合金歌う大指令」という派生企画もあり。
遊園地企画
「メテオ30番勝負（ひらかたパーク）」「スペースショット20番勝負（ナガシマスパーランド）」「すごろく超合金（奈良ドリームランド）」「岡山で人気者超合金が行く（鷲羽山ハイランド）」などの遊園地を舞台にしたロケ企画。ゲームをやって負けた人が絶叫マシンに乗せられたり、食事を賭けてのサイコロゲームを行っていた。絶叫マシンを嫌がり、逃亡する藤本はこの企画のお約束であった。
超合金幸せの青い鳥を探せ
4人がそれぞれ25000円を出資。抽選で決定した1名が青い鳥となり、10万円を持って街へ逃亡。残った3人は捕獲隊となり、街中から青い鳥の捕獲を目指して追いかける。この企画の原西のくじ運の強さは驚異的であり、5回のくじ引きのうち4回引き当てている（残り1回は名古屋編の修士）。原西がその独特のセンスで、レアシューズの片方だけ、ミリタリーグッズ一式、露天のTシャツ全部、おばあちゃんが使っているカートなどしょうもないモノを買いまくり、他のメンバーの顰蹙を買うのがお約束となっていた。
ゴールデン特番では香港で100万円を持っての青い鳥を敢行。原西は例によって湯水の如く、どうしようもない使い方をして3人をケムに撒いていた。
派生企画として、「刑事と泥棒」「忍者大合戦」なども行われた。ここでも原西は『Mr.ビーン』の中古ビデオを大量に購入したり、1万円以上を賽銭箱に放り込んだりとやりたい放題だった。
超合金番組CMを作れ
超合金の番組スポットCMを作る企画。4人がそれぞれ撮りたいCMをプレゼンして演出。それぞれ独自の個性の強いCMが大量に作られた。基本的に2丁拳銃が演出する場合はFUJIWARAが好き勝手にやって演出をぶち壊し、FUJIWARAが演出する場合は完全に独自のワールドを作り上げていた。1回目に作ったCMはそのままお蔵入りであったが、2回目以降に作ったCMはテレビ大阪で放送された。
超合金裸一貫キャンプ
真夏に行われていた恒例企画。白ブリーフ一丁の4人がファッションビルや商店街、スーパーマーケットから衣服、食料品、キャンプ用品、おもちゃ等をお店の宣伝をする代わりにタダで恵んでもらい、最終的にキャンプを行う企画。1回目は滋賀県大津市、2回目は難波周辺で行われた。
超合金ボーントゥビーワイルド大賞
裸一貫キャンプで即興で行った「Born to Be Wild」の替え歌の歌詞を視聴者から募集。ハガキを抽選で4人が選び、組み合わせて歌って発表した。後期に2回開催。

## 放送リスト
テレビ大阪での放送日による。

### 水曜深夜時代
| 回 | 放送日   | サブタイトル                    | ゲスト                                                                                       |
| -- | -------- | ------------------------------- | -------------------------------------------------------------------------------------------- |
| 1  | 10月1日  | なにわギャラゴルフ              |                                                                                              |
| 2  | 10月8日  | 大魔王世界征服ツアー            |                                                                                              |
| 3  | 10月15日 | 朝までミナミでキャンプ          |                                                                                              |
| 4  | 10月22日 | お笑いIQテスト                  |                                                                                              |
| 5  | 10月29日 | 2丁拳銃のドッキリお引越し大作戦 | LaLaLa・次長課長                                                                             |
| 6  | 11月5日  | 最終電車までトコトン飲もう      | 藤本勝子、中川家・礼二、LaLaLa・田村、水玉れっぷう隊・アキ、バッファロー吾郎・竹若、島田珠代 |
| 7  | 11月12日 | 自腹夢競馬INひめじ              |                                                                                              |
| 8  | 11月19日 | 名前でビンゴ                    |                                                                                              |
| 9  | 11月26日 | 幸せの青い鳥を探せ              |                                                                                              |
| 10 | 12月3日  | ひらパーMETEO 30番勝負          |                                                                                              |
| 11 | 12月10日 | アイドルを探せ                  |                                                                                              |
| 12 | 12月24日 | クリスマスの想い出絵            |                                                                                              |

| 回 | 放送日   | サブタイトル                                 | ゲスト |
| -- | -------- | -------------------------------------------- | --- |
| 13 | 1月7日   | 総集編スペシャル                             | LaLaLa |
| 14 | 1月14日  | 大総集編スペシャル                           | |
| 15 | 1月21日  | サイン色紙バトル15番勝負                     | 陣内智則 |
| 16 | 1月28日  | 監禁絶食！ハラペコ勝負                       | バッファロー吾郎・木村、シャンプーハット、野性爆弾、エレキグラム、LaLaLa、中川家                                               |
| 17 | 2月4日   | レギュラー争奪雪上バトル合戦 in 蓼科         | LaLaLa、中川家 |
| 18 | 2月11日  | FUJIWARA 故郷でなべ作り in 寝屋川            | 原西尚子、藤本勝子、LaLaLa、中川家                                                                                             |
| 19 | 2月18日  | 超合金道場破り                               | LaLaLa、中川家 |
| 20 | 2月25日  | ミナミで秘密指令大作戦！                     | 水玉れっぷう隊 |
| 21 | 3月4日   | 超合金緊急出動24時 大阪ミナミ大捜査線        | LaLaLa、次長課長、中川家、高僧・野々村                                                                                         |
| 22 | 3月11日  | テレビの前の皆さんに大プレゼントスペシャル!! | |
| 23 | 3月18日  | 究極の美女と美男子を作れ モンタージュ大作戦  | |
| 24 | 3月25日  | 春のテーマソフト祭り                         | バッファロー吾郎・木村 |
| 25 | 4月1日   | 超合金を街に広めろ ステッカー大作戦          | バッファロー吾郎・木村、小堀の母                                                                                               |
| 26 | 4月8日   | たれこみ超合金                               | メッセンジャー・黒田、黒田の母、モストデンジャラスコンビ、LaLaLa・田村、サバンナ、中川家・礼二                                 |
| 27 | 4月15日  | SPACE SHOT 20番勝負                          | |
| 28 | 4月22日  | 全国制覇記念 総集編SP                        | 原西尚子、藤本勝子 |
| 29 | 4月29日  | 全国制覇記念 総集編SP                        | 中川家 |
| 30 | 5月6日   | 深夜大阪ミナミ サイコロぶらぶら              | |
| 31 | 5月13日  | 新入部員活動                                 | |
| 32 | 5月20日  | バンド超合金                                 | |
| 33 | 5月27日  | 牛乳ファイト                                 | バッファロー吾郎・木村 |
| 34 | 6月10日  | ビジュアル系超合金                           | |
| 35 | 6月17日  | カラフル超合金２                             | バッファロー吾郎、サバンナ |
| 36 | 6月24日  | 岡山で人気者 超合金が行く                    | |
| 37 | 7月1日   | あての無い旅２                               | |
| 38 | 7月8日   | 超合金緊急指令２                             | 原西尚子 |
| 39 | 7月15日  | お笑い大修行対決 大峰山に挑む                | LaLaLa |
| 40 | 7月22日  | ミナミ限定自腹 刑事VS泥棒                    | LaLaLa |
| 41 | 7月29日  | 牛乳ファイト IN 須磨                         | |
| 42 | 8月5日   | 「超合金耳祭り音頭」を作れ                   | 河内家菊水丸、バッファロー吾郎、高僧・野々村                                                                                   |
| 43 | 8月12日  | 超合金365日の誕生日を探せ                    | 野性爆弾・城野、シェイクダウン、シャンプーハット、G★MENS、スミス夫人・灘儀、ルート33、モストデンジャラスコンビ，次長課長・河本 |
| 44 | 8月19日  | 超合金裸一貫キャンプ IN 琵琶湖               | |
| 45 | 8月26日  | 超合金総集編５                               | |
| 46 | 9月2日   | 超合金総集編６＆耳祭り                       | 河内家菊水丸、バッファロー吾郎、高僧・野々村                                                                                   |
| 47 | 9月9日   | 木村王子をおもてなし                         | バッファロー吾郎 |
| 48 | 9月16日  | 超合金マジ催眠術                             | チュパチャップス |
| 49 | 9月23日  | 超合金自腹競馬                               | |
| 50 | 9月30日  | カラフル超合金３                             | スミス夫人、シェイクダウン |
| 51 | 10月7日  | 電話一本気まぐれ超合金                       | バッファロー吾郎、LaLaLa |
| 52 | 10月14日 | 密室ドッキリ超合金                           | |
| 53 | 10月21日 | 超合金VSおタコ軍団 牛乳ファイトIN東京        | 雨上がり決死隊、チュパチャップス・星田、おタコ・プー、つだつよし                                                               |
| 54 | 10月28日 | 超合金めんこを作れ                           | |
| 55 | 11月4日  | 超合金ファンクラブを作れ                     | |
| 56 | 11月11日 | つれてって超合金                             | ハリガネロック、シンドバット・鈴木、ブッチ・リード、シャンプーハット                                                           |
| 57 | 11月18日 | ４人は仲良し超合金                           | |
| 58 | 11月25日 | 街角演技派超合金                             | ブラックマヨネーズ |
| 59 | 12月2日  | 超合金ツッコミ150連発                        | ハリガネロック、ナメリカ・堀、シェイクダウン・後藤、メッセンジャー・黒田、次長課長・河本                                       |
| 60 | 12月9日  | 超合金番組宣伝を作れ                         | |
| 61 | 12月16日 | プレゼント超合金                             | |
| 62 | 12月23日 | 総集編SP7                                    | |

| 回 | 放送日  | サブタイトル                   | ゲスト                                       |
| -- | ------- | ------------------------------ | -------------------------------------------- |
| 63 | 1月6日  | 総集編SP8                      |                                              |
| 64 | 1月13日 | 超合金秘密指令３               |                                              |
| 65 | 1月20日 | おしゃべり超合金               |                                              |
| 66 | 1月27日 | カラフル外伝 ２択超合金        | メッセンジャー、陣内智則、シャンプーハット   |
| 67 | 2月3日  | 超合金どんな人ファイト in 福岡 | 鶴屋華丸・亀屋大吉、おタコ・プー、つだつよし |
| 68 | 2月10日 | 小堀超合金                     |                                              |
| 69 | 2月17日 | 超合金忍者大合戦               | G★MENS・静岡茶っぱ                           |
| 70 | 2月24日 | 自腹夢競馬 in 姫路 再び        |                                              |
| 71 | 3月3日  | 原西お見合い超合金             |                                              |
| 72 | 3月10日 | 修士ドッキリお引っ越し大作戦   |                                              |
| 73 | 3月17日 | 世紀末お願い超合金             |                                              |
| 74 | 3月24日 | 超合金歌う大指令               |                                              |
| 75 | 3月31日 | クッキング総集編SP9            |                                              |

### 日曜深夜時代
| 回  | 放送日   | サブタイトル                                   | ゲスト                                                                             |
| --- | -------- | ---------------------------------------------- | ---------------------------------------------------------------------------------- |
| 76  | 4月18日  | 夜の牛乳ファイト                               | モストデンジャラスコンビ、サバンナ                                                 |
| 77  | 4月25日  | すごろく超合金 in 奈良ドリームランド           |                                                                                    |
| 78  | 5月2日   | 超合金秘密指令 THE 200人                       |                                                                                    |
| 79  | 5月9日   | 超合金出演ギャラを稼げ                         | ブッチ・リード                                                                     |
| 80  | 5月16日  | 超合金カリスマロックライブ                     | モストデンジャラスコンビ                                                           |
| 81  | 5月23日  | 幸せの青い鳥を探せ IN 神戸                     |                                                                                    |
| 82  | 5月30日  | 超合金番組CMを作れ２                           |                                                                                    |
| 83  | 6月13日  | カラフル超合金Z                                | ハリガネロック、ビリジアン、隼ポリン                                               |
| 84  | 6月20日  | おたよりありがとう超合金                       | 石野桜子、雨上がり決死隊・宮迫（電話出演）                                         |
| 85  | 6月27日  | 10時間監禁指令超合金                           |                                                                                    |
| 86  | 7月4日   | お年寄りと仲良くなろう in 石切                 |                                                                                    |
| 87  | 7月11日  | 自腹夢競艇 in 住之江                           | ちゃらんぽらん・富好                                                               |
| 88  | 7月18日  | 広報超合金                                     |                                                                                    |
| 89  | 7月25日  | 超合金必殺仕事人                               | ビリジアン、メッセンジャー、モストデンジャラスコンビ、バッファロー吾郎、ぴのっきお |
| 90  | 8月1日   | 真夏の牛乳ファイト in 須磨                     | 渡辺あつむ、LaLaLa・田村、陣内智則、つだつよし                                     |
| 91  | 8月8日   | 夏休みだよ大総集編SP10                         |                                                                                    |
| 92  | 8月15日  | 裸一貫キャンプＩＮミナミ                       |                                                                                    |
| 93  | 8月22日  | タイムリミット超合金                           | 宮川大輔、木村祐一                                                                 |
| 94  | 8月29日  | ひみつ道具超合金                               | メッセンジャー・あいはら                                                           |
| 95  | 9月5日   | 藤本超合金                                     | モストデンジャラスコンビ、ハリガネロック、まーくん                                 |
| 96  | 9月12日  | 罰ゲーム野球超合金                             | たむらけんじ                                                                       |
| 97  | 9月19日  | カジノ超合金                                   | 陣内智則                                                                           |
| 98  | 9月26日  | ルーレットぶらぶら超合金                       | 本多正識、NSC22期生                                                                |
| 99  | 10月3日  | 悪ガキ超合金                                   |                                                                                    |
| 100 | 10月10日 | やったぜ！１００回！！超合金ＩＮグアム（前編） |                                                                                    |
| 101 | 10月17日 | やったぜ！１００回！！超合金ＩＮグアム（後編） |                                                                                    |
| 102 | 10月24日 | 祝！３年目突入 全部見せます！！超合金          |                                                                                    |
| 103 | 10月31日 | 祝！３年目突入 全部見せます！！超合金          |                                                                                    |
| 104 | 11月7日  | ギャラを取り戻せ！7人の敵VS超合金              | 次長課長、小堀の母                                                                 |
| 105 | 11月14日 | シネマで遊べ！ハリウッドごっこ超合金           | モストデンジャラスコンビ、サバンナ、モモちゃん（藤本の愛犬）                       |
| 106 | 11月21日 | 超合金カレンダーをつくろう！！                 |                                                                                    |
| 107 | 11月28日 | 誰に！？何を！？超合金                         |                                                                                    |
| 108 | 12月5日  | 超合金酒を飲んでも呑まれるなツアーIN苗場       | スキヤキ、ランディーズ                                                             |
| 109 | 12月12日 | Born To Be ＋カラフル超合金                    | バッファロー吾郎、ビリジアン                                                       |
| 110 | 12月19日 | 青い鳥を探せIN名古屋                           | 柴田諭、タックイン、SABOTEN                                                        |
| 111 | 12月26日 | なりきりおばはん超合金                         | 海原やすよ ともこ、野性爆弾・城野、次長課長・河本、ストリーク・吉本                |

| 回       | 放送日  | サブタイトル                                     | ゲスト                                                                                               |
| -------- | ------- | ------------------------------------------------ | --- |
| 112      | 1月9日  | 史上最大！寝屋川横断原西クイズ！！               | 原西尚子                                                                                             |
| 113      | 1月16日 | 超合金自腹夢競艇２                               | ビリジアン、ギャオス・島津江                                                                         |
| 114      | 1月23日 | 超合金ベスト罰ゲームオブザイヤー2000             | 雨上がり決死隊                                                                                       |
| 115      | 1月30日 | 超合金ベスト罰ゲームオブザイヤー2000             | 雨上がり決死隊                                                                                       |
| 116      | 2月6日  | カラフルものまね超合金                           | 中川家・礼二、ショウショウ・昇平、シンドバット・鈴木、DonDokoDon・山口                               |
| 117      | 2月13日 | おたより超合金２                                 | 中川家・礼二、ショウショウ・昇平、シンドバット・鈴木、DonDokoDon・山口                               |
| 118      | 2月20日 | 原西観察超合金                                   | オール巨人、モストデンジャラスコンビ・小林                                                           |
| 119      | 2月27日 | 美少女帰ってこいよ！超合金                       | |
| 120      | 3月5日  | 超合金真冬の大総集編スペシャル！                 | |
| 121      | 3月12日 | 超合金真冬の大総集編スペシャル！                 | |
| 特別番組 | 3月14日 | 吉本超合金スペシャル・ゴールデンにストライィィク | |
| 122      | 3月19日 | 超合金番組宣伝を作ろう３                         | |
| 123      | 3月26日 | テレビ超合金                                     | サバンナ、たむらけんじ、ケンドーコバヤシ、原西尚子                                                   |
| 124      | 4月2日  | BE-BOP超合金                                     | ケンドーコバヤシ、サバンナ・八木、スキヤキ、ランディーズ                                             |
| 125      | 4月9日  | カラフルトーク超合金                             | シャンプーハット、ビリジアン                                                                         |
| 126      | 4月16日 | ゲームクリアで100万円超合金                      | たむらけんじ                                                                                         |
| 127      | 4月23日 | ゲームクリアで100万円超合金                      | たむらけんじ                                                                                         |
| 128      | 4月30日 | 超合金 科学と学習                                | ビリジアン・山田、フットボールアワー・岩尾、シェイクダウン・後藤、サバンナ・八木、ランディーズ・高井 |
| 129      | 5月7日  | コギャル超合金                                   | ケンドーコバヤシ                                                                                     |
| 130      | 5月14日 | 街角演技派超合金２                               | 梶本愛、大山姉妹、烏川耕一                                                                           |
| 131      | 5月21日 | 七不思議超合金                                   | スキヤキ・古高、次長課長・河本、ランディーズ・高井、ビリジアン・山田                                 |
| 132      | 5月28日 | 超合金罰ゲーム運動会                             | ケンドーコバヤシ、バッファロー吾郎・竹若、シンドバット・森、ビリジアン・小藪、シェイクダウン・久馬   |
| 133      | 6月4日  | 牛乳ファイト＆ボーントゥビー超合金               | 渡辺あつむ、ケンドーコバヤシ、サバンナ                                                               |
| 134      | 6月11日 | 自腹競艇3                                        | ちゃらんぽらん・富好、島津江英樹                                                                     |
| 135      | 6月25日 | 超合金秘密指令2000                               | |
| 136      | 7月2日  | さよなら最終回超合金                             | |

## 主な罰ゲーム
火綿ファイヤー
割り箸の先に手品で使う一瞬で燃え尽きる綿をつけたものを咥えさせ、チャッカマンを使って点火・爆発させる罰ゲーム。直接お腹や背中に綿を乗せて燃やすパターンもあった。
ケツバット
プラスチック製のバットで尻を思い切り叩く。
顔面風船ボックス
アクリルの箱に顔を入れ、その中に風船を入れて爆発させる。風船の膨らみにアクリルが耐えきれずに砕けたこともある。
またみこし
鈴がついた棒を股間にくぐらせて持ち上げる。自腹夢競馬の罰ゲームで初登場した。原西が「誰考えたのコレ」というくらいの傑作であり、中期以降定番となる。
風船鼻フック
巨大風船の先端についた鼻フックを鼻につけ、風船を浮かせて鼻を引っ張る。
犬洗濯ばさみ
ヒモのついた大量の洗濯ばさみを体全体に挟み、犬に繋ぐ。そのまま犬を走らせて一気に洗濯ばさみが全て外れるという仕組み。
アルマゲドン祭り
墨汁、ケチャップ、マヨネーズ、絵の具などが詰まった風船を高い位置から顔面に落として割る。
大量の爆竹
密室で大量の爆竹に火をつけて爆発させる。
息でけへん祭り
口の周りに大量の空気を送り込み呼吸困難+口を渇かせる。バージョンアップ版は布団圧縮袋に入って空気を抜いていた。
まねするおっさん
行動を何から何まで身振り手振り全ておっさんに真似される。藤本の動きを全て完璧に真似するため、一時期おっさんは「伝説の人」扱いをされていた。
豆腐クラッシャー
豆腐を顔面や体にぶつける。
白い滝祭り
筒に頭を入れ、上から炭ガスを吹き付けて頭を凍らせる。凍った頭から白い冷気が降りるのでこう命名された。
熱い眼鏡
鍋で煮込んだ眼鏡を、両手が後ろに拘束された状態で顔に掛けさせられる。主に耳と眉間が激痛を伴うほどの高熱により悶絶する。

## DVD
- 吉本超合金 DVD オモシロリマスター版1「んんんんんん、ストライィィク」
- 吉本超合金 DVD オモシロリマスター版2「生きろ生き抜け超合金」
- 吉本超合金 DVD オモシロリマスター版3「子供に見せたくない番組No.1になりた～い」
- 吉本超合金 DVD オモシロリマスター版4「なんだかんだ言っても最後に帰ってくるとこは超合金なんだよね」
- 吉本超合金 DVD オモシロリマスター版5 完結編「俺たちお笑いニュー・ジェネレーションズ」
- 吉本超合金F DVD オモシロリマスター版1「んんんんんん、ストライィィクバッターアウト」
- 吉本超合金F DVD オモシロリマスター版2「お前ら1回だけしか言わへんからよう聞けよ!!超合金はおもしろい!!」

## 放送局
| 放送対象地域   | 放送局         | 系列           | 放送日時                                                                                      | 備考                                                                                            |
| -------------- | -------------- | -------------- | --------------------------------------------------------------------------------------------- | ----------------------------------------------------------------------------------------------- |
| 大阪府         | テレビ大阪     | テレビ東京系列 | 水曜 24:35 - 25:30 （1997年10月 - 1999年3月） 日曜 24:20 - 25:15 （1999年4月 - 2000年7月2日） | 製作局                                                                                          |
| 北海道         | テレビ北海道   | テレビ東京系列 | 火曜 25:15 - 26:15 （1999年当時） 火曜 25:40 - 26:35 （番組終了時）                           | 水曜深夜時代には7日遅れ 日曜深夜時代には10日遅れ                                                |
| 愛知県         | テレビ愛知     | テレビ東京系列 | 水曜 25:15 - 26:05 （1999年当時）                                                             | 水曜深夜時代には8日遅れ 日曜深夜時代には11日遅れ                                                |
| 岡山県・香川県 | テレビせとうち | テレビ東京系列 | 水曜 24:40 - 25:35 （1999年当時）                                                             | 水曜深夜時代には16日遅れ 日曜深夜時代には20日遅れ                                               |
| 福岡県         | TXN九州（TVQ） | テレビ東京系列 | 水曜 24:40 - 25:35 （1999年当時）                                                             | 水曜深夜時代には8日遅れ 日曜深夜時代には4日遅れ 1999年6月 - 9月には後述の『吉本111-130R』を放送 |

このほかに独立UHF局のテレビ和歌山でも放送されたが、同局ではわずか2回で打ち切られた。番組で藤本がその事を自虐的にネタにしていた。

### 福岡での番組人気と打ち切り騒動
本番組は、関西圏のみならず、福岡県、佐賀県の北部九州地区でも、お笑いファンからの絶大な人気を博したが、TVQでは1999年5月をもって一旦打ち切られた。これは、同年6月に同局が当時完成した福岡吉本の常設劇場「吉本111劇場」（2003年閉鎖）を使い、130Rと福岡芸人を起用した番組『吉本111-130R』（よしもといちいちいちのひゃくさんじゅうアール）をスタートさせたため。
130Rの2名は福岡にマンションを借りて番組に臨む等、TVQ及び福岡吉本も力を入れたが、当時福岡でも超合金の人気は絶大で、打ち切った直後からファンからの苦情・抗議がTVQに殺到し、同番組は4か月ほどで打ち切られ、同年10月に超合金のネットが再開された。この事が番組でも大きな話題となり、当時福岡吉本に所属していたおたこぷー（当時はおタコ・プー）とつだつよしがFUJIWARAに電話で抗議、本人たち曰く「吉本超合金ファンに駅で殴られたんぞ!」と暴露。その後、ギャグも披露したが、電話を切られてしまった。

## スタッフ
- 企画：大木里織（吉本興業）
- 構成：西田哲也、松本真一、さいとうわに、阪上司、ハスミマサオ、上地茂晴
- CAM：細川貴史（WELLCAM）
- EED：宮本憲一、冨山政義、岡崎由起子（共にアイ・ティ・エス）
- MA：衛藤恒明（戯音工房）
- CG：原田専門家
- 衣装：大槻衣裳
- AD：大谷真也、坂井美継、土屋良介、安達澄子
- D（ディレクター）：坂本丈一（初代）、大谷真也（2代目）、笠原健広（3代目）
- AP（アシスタントプロデューサー）：井上直子、小林弘依、上田泰三
- P（プロデューサー）：宮谷雅秋（TVO）、山田桂子（吉本興業）、上田泰三（吉本興業）
- 制作協力：サンボード、アイ・ティ・エス
- 製作：テレビ大阪、吉本興業